# Leucania angulifera
Leucania angulifera là một loài bướm đêm trong họ Noctuidae.